# Speziallager Nr. 9 Fünfeichen
Das Speziallager Nr. 9 Fünfeichen war eines von zehn sowjetischen Speziallagern des NKWD/MWD in der Sowjetischen Besatzungszone. Es lag im Stadtgebietsteil Fünfeichen von Neubrandenburg am südlichen Rand der Stadtfeldmark. Ungefähr jeder dritte Häftling überlebte die Strapazen nicht.
Davor – während des Zweiten Weltkrieges  – war genau dort das deutsche Kriegsgefangenenlager Stalag II A mit ständig mehreren tausend alliierten Kriegsgefangenen. Ungefähr jeder zehnte Häftling verstarb dort.
Heute befindet sich auf dem Gelände eine Gedenkstätte für die Opfer der beiden Lager.

## Vorgeschichte
Während des Zweiten Weltkrieges befand sich am Ort das Kriegsgefangenenlager „Stalag II A“ der deutschen Wehrmacht, das bei seinem höchsten Belegungsstand etwa 15.000 Gefangene gleichzeitig aufnahm. Insgesamt wurde es von etwa 70.000 Kriegsgefangenen durchlaufen. Mindestens 6.000 sowjetische Kriegsgefangene und 500 Kriegsgefangene der westlichen Alliierten kamen im Stalag II A ums Leben.
Von Mai bis Herbst 1945 befand sich auf dem Gelände ein Auffanglager für Displaced Persons; die Namen von etwa 750 Tschechen und Slowaken sind nachgewiesen.

## Inhaftierte des Speziallagers
Bereits ab Juni 1945 belegten die Dienste des Innenministeriums der Sowjetunion (NKWD) das Lager mit deutschen Häftlingen. Dazu zählten ehemalige Mitglieder von NSDAP, HJ, BDM und anderen nationalsozialistischen Organisationen ebenso wie Verwaltungsmitarbeiter, Bürgermeister, Polizisten, Juristen, Zeitungsredakteure, aber auch Fabrik- und Gutsbesitzer sowie viele willkürlich Verhaftete, die aufgrund von Denunziationen oder allein durch Zufälle als Sicherheitsrisiko für die Besatzungsmacht oder als Gegner der neu eingesetzten deutschen kommunistischen Machthaber eingeschätzt wurden. Viele der Verhafteten stammten aus Mecklenburg und Pommern, aber auch aus Berlin und Brandenburg. Mitte August 1945 erreichte ein Transport mit über 1700 Häftlingen aus dem Speziallager Sachsenhausen das Lager Fünfeichen. Im Januar 1946 kamen etwa 1500 Gefangene aus dem NKWD-Lager Graudenz nach dessen Schließung nach Fünfeichen. Weitere 1500 Gefangene kamen im März 1947 aus dem Speziallager Ketschendorf.
Ein besonders tragischer Fall war der des stellvertretenden Bürgermeisters von Greifswald, Siegfried Remertz. Nach der Flucht des Oberbürgermeisters Friedrich Rickels war er maßgeblich an der kampflosen Übergabe der Stadt an die Sowjetarmee beteiligt und damit deren Bewahrung vor der sicheren Zerstörung von Greifswald. Trotz seiner mutigen Tat wurde er gemeinsam mit Bürgermeister Richard Schmidt nur wenige Tage später am 6. Mai 1945 von den sowjetischen Besatzungstruppen verhaftet und im Neubrandenburger Speziallager Nr. 9 Fünfeichen interniert, wo er kurze Zeit später umkam.
Die durchschnittliche Belegungsstärke betrug:
- 1945: 04.400 Häftlinge
- 1946: 10.400 Häftlinge
- 1947: 09.400 Häftlinge
- 1948: 08.400 Häftlinge (bis 13. Juli).

Die Gesamtzahl aller durchlaufenden Häftlinge belief sich auf etwa 15.400 Menschen.
Neben den männlichen Gefangenen befanden sich im Speziallager Fünfeichen über 400 Frauen.

## Haftbedingungen und Opfer
Die Haftbedingungen waren durch völlig unzureichende Ernährung sowie mangelhafte Hygiene, Kleidung und Heizung gekennzeichnet. Mindestens 4900 Personen verstarben aufgrund dieser Umstände an Krankheiten, Mangelerscheinungen und Seuchen. Die Opfer wurden nur anfangs in Einzelgräbern auf dem Nordfriedhof beerdigt, später dann in anonymen Massengräbern auf dem Südfriedhof. Ihre Namen, soweit bekannt, wurden 1996 in einem Totenbuch veröffentlicht, sie sind seit 1999 auf 59 Bronzetafeln im Bereich der Gedenkstätte am südlichen Massengrab zu finden.

## Deportation
Im Februar 1947 wurden etwa 700 Gefangene zur Zwangsarbeit in Arbeitslager des Gulag-Systems in die Sowjetunion deportiert.

## Auflösung
In der Zeit von Juli bis September 1948 wurden etwa 5200 Häftlinge in die Freiheit entlassen. Nicht entlassen wurden 2800, wovon 2600 in das Speziallager Nr. 2 Buchenwald transportiert wurden und ein Restkommando von 200 Häftlingen in das Speziallager Nr. 7 Sachsenhausen kam. Viele dieser Häftlinge wurden am 9. und 13. Februar 1950 nach Waldheim gebracht, wo sie in den Waldheimer Prozessen (Schnellverfahren) zu langjährigen Haftstrafen sowie in einigen Fällen zum Tode verurteilt wurden. Die Prozesse fanden ohne Rechtsgrundlage statt und die Urteile standen in stalinistischer Verfahrensweise bereits vorher fest. Der Rest der Gefangenen wurde 1950 entlassen.
Die endgültige Auflösung des Speziallagers Fünfeichen erfolgte im Januar 1949.

## Aufarbeitung
Während der DDR-Zeit wurde die Existenz sowjetischer Speziallager stets geleugnet. Ehemalige Gefangene durften bei Strafandrohung nicht davon berichten. 1958 bis 1960 schuf die Stadt Neubrandenburg eine Gedenkstätte für die 1939 bis 1945 verstorbenen Kriegsgefangenen, die wegen der geplanten militärischen Nutzung aber nie der Öffentlichkeit übergeben wurde. Das Gelände des Speziallagers Fünfeichen wurde gesperrt und verfiel.
Im März 1990 wurden nach Hinweisen aus der Bevölkerung die Massengräber wiedergefunden.
Am 28. April 1991 wurde von ehemaligen Häftlingen und betroffenen Angehörigen die „Arbeitsgemeinschaft Fünfeichen“ gegründet. Sie initiierte zusammen mit der Stadt Neubrandenburg eine Neugestaltung der Gedenkanlage, die am 25. April 1993 eingeweiht wurde. Neben einem gestützten Kreuz, dem Symbol der Arbeitsgemeinschaft, und elf Eichenstelen, geschaffen von dem Künstler Uwe Grimm, gehören eine Bronzeplatte des Bildhauers Walter Preik im Eingangsbereich und elf Granitkreuze mit den Jahreszahlen 1939–1948 zur Gedenkanlage, die an die Verstorbenen der beiden Gefangenenlager in Fünfeichen erinnern. Seit 1999 sind am südlichen Massengrab die Namen der Verstorbenen auf Bronzetafeln zu lesen.
Die Arbeitsgemeinschaft Fünfeichen gibt regelmäßig Einzelpublikationen über die Geschichte des Speziallagers heraus.

## Literarische Rezeption
Die Vorgänge im Speziallager Fünfeichen wurden mehrfach literarisch gestaltet. Prominentes Beispiel ist der dritte Band des Romans Jahrestage von Uwe Johnson, 1973 erschienen. Uwe Johnsons Vater Erich Johnson war 1946, wahrscheinlich nach einem Aufenthalt im Speziallager Fünfeichen, in die Ukraine deportiert worden und dort ums Leben gekommen. Peter Rütters nennt Johnsons Darstellung „bemerkenswert … aus verschiedenen Gründen“, bescheinigt ihm aber, durch Fokussierung auf die gewalttätige Häftlingsgesellschaft „die Belebung eines erinnerungspolitischen Diskurses blockiert“ zu haben. Eine wichtige autobiographische Darstellung der Ereignisse im Speziallager Fünfeichen wurde von Friedrich Griese mit seinem Buch Der Wind weht nicht, wohin er will im Jahre 1960 vorgelegt. Bettina Greiner charakterisiert dieses Buch als einen Bericht, „der nicht auf die eine oder andere Art und Weise [die] Eindeutigkeit zwischen bösem Täter und gutem Opfer herzustellen versucht.“ Grieses Buch von 1960 wurde 2012 ergänzt durch die Veröffentlichung Friedrich Griese und seine Zeit im Lager Fünfeichen, die auch aus der Lagerhaft an seine Frau und Kinder geschriebene Briefe enthält. Aus Grieses mehr als sieben Monate dauernder Haftzeit 1945/46 sind insgesamt 32 Kassiber und Briefe überliefert, davon 21 aus dem sowjetischen GPU-Keller in Parchim, vier aus dem Zuchthaus Alt-Strelitz und sieben aus dem Lager Fünfeichen. Ein weiterer besonderer Bericht liegt mit den im Speziallager Fünfeichen verfassten Tagebuchnotizen des Pastors Bartelt vor, die editorisch durch aus dem Lager geschmuggelte Gedichte und Zeichnungen mehrerer Häftlinge ergänzt wurden.

## Prominente Internierte
Im Speziallager Fünfeichen verstorben sind:
| Name                 | Tätigkeiten | Details zum Haftgrund, Verdacht oder behaupteten Vorwurf |
| -------------------- | --- | -------------------------------------------------------- |
| Willi Bloedorn       | NSDAP-Funktionär und -Reichstagsabgeordneter                                                                    |                                                          |
| Richard Dietrich     | Flugzeug-Konstrukteur und Unternehmer                                                                           |                                                          |
| Carl Engel           | Gaudozentenführer Pommern, Rektor der Universität Greifswald                                                    |                                                          |
| Rudolf Fehrmann      | Rechtsanwalt, Kletterführerautor; NSDAP-Mitglied, Wehrmachtrichter                                              |                                                          |
| Willy Klitzing       | Regierungsdirektor beim Reichsstatthalter von Mecklenburg-Lübeck; ehrenamtliches Mitglied des Volksgerichtshofs |                                                          |
| Fritz Kohls          | Reichstagsabgeordneter der NSDAP                                                                                |                                                          |
| Richard Moeller      | Gegner des Nationalsozialismus; 1945 Ministerialdirektor                                                        |                                                          |
| Siegfried Remertz    | stellvertretender Bürgermeister von Greifswald                                                                  |                                                          |
| Richard Schmidt      | Bürgermeister von Greifswald                                                                                    |                                                          |
| Hans Wilhelm Viereck | deutscher Pflanzensammler in Mexiko                                                                             |                                                          |
| Max Wiessner         | Zeitungsverleger                                                                                                |                                                          |

Die Lagerzeit überlebt haben:
| Name                     | Tätigkeiten                                                              | Details zum Haftgrund, Verdacht oder behaupteten Vorwurf  |
| ------------------------ | ------------------------------------------------------------------------ | --------------------------------------------------------- |
| Friedrich Griese         | vom Naziregime hochgeehrter Schriftsteller, NSDAP-Mitglied               |                                                           |
| Alfred Jank              | Angehöriger von Hitlerjugend beziehungsweise Volkssturm                  | Werwolf-Vorwurf                                           |
| Horst Köbbert            | später Entertainer und Sänger                                            |                                                           |
| Hans Lachmund            | Jurist, Politiker und Widerstandskämpfer gegen den Nationalsozialismus   | Freimaurer                                                |
| Paul Simon               | stellvertretender Gauleiter, Gau Pommern                                 |                                                           |
| Heinrich Alexander Stoll | Schriftsteller, LDPD-Mitglied                                            | kritische Äußerungen über die sowjetische Besatzungsmacht |
| Georg Tessin             | Archivar, „Haus- und Hofhistoriker“ des Gauleiters Friedrich Hildebrandt |                                                           |

## Weblinks

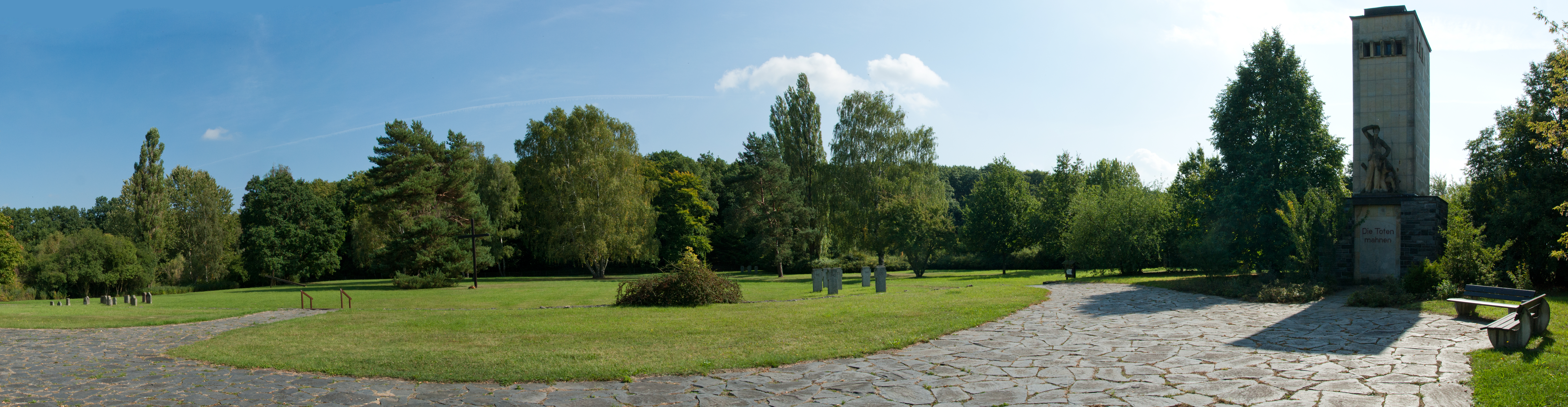
Panorama der Gedenkstätte

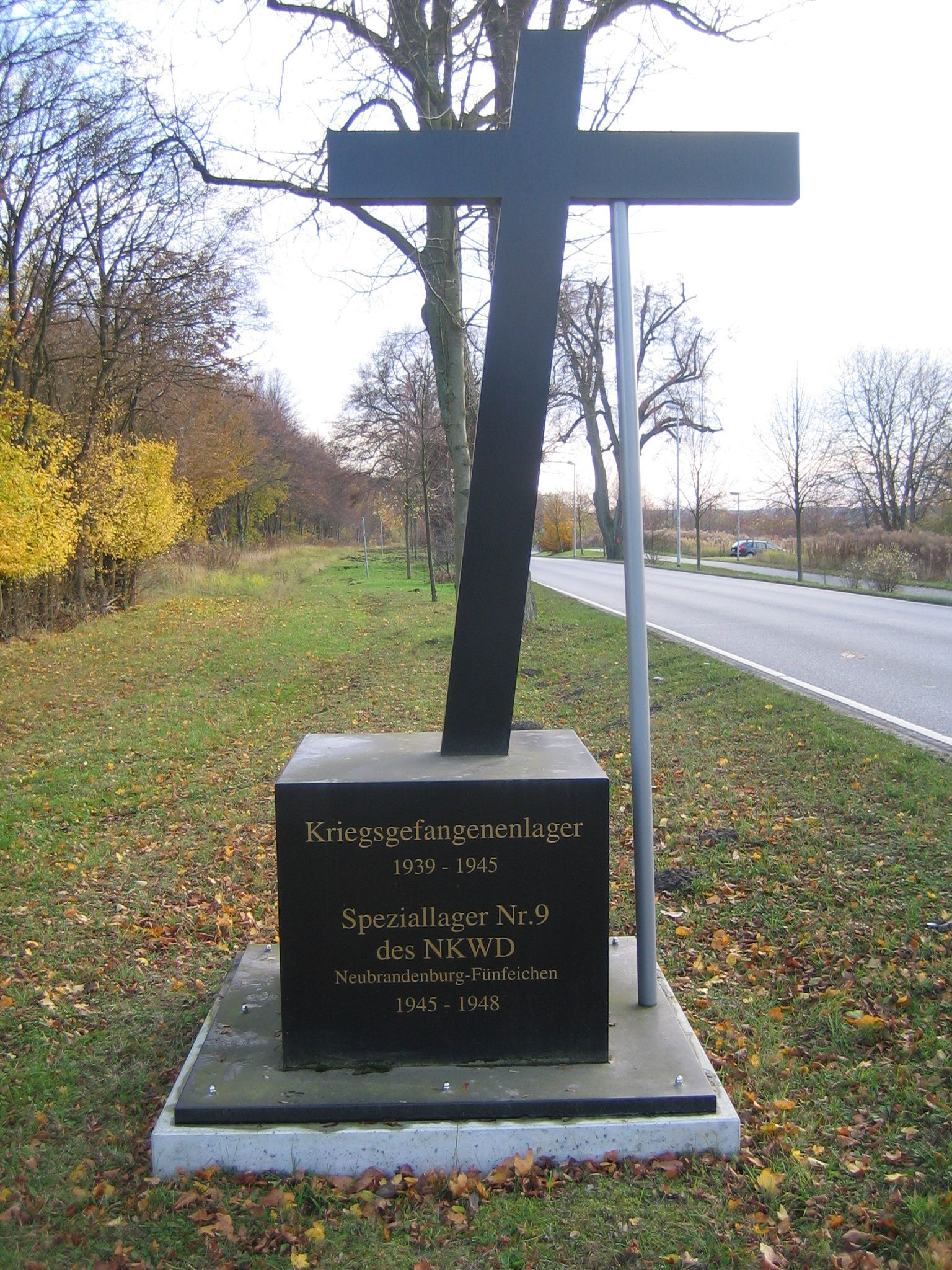
Hinweiskreuz an der Zufahrtsstraße
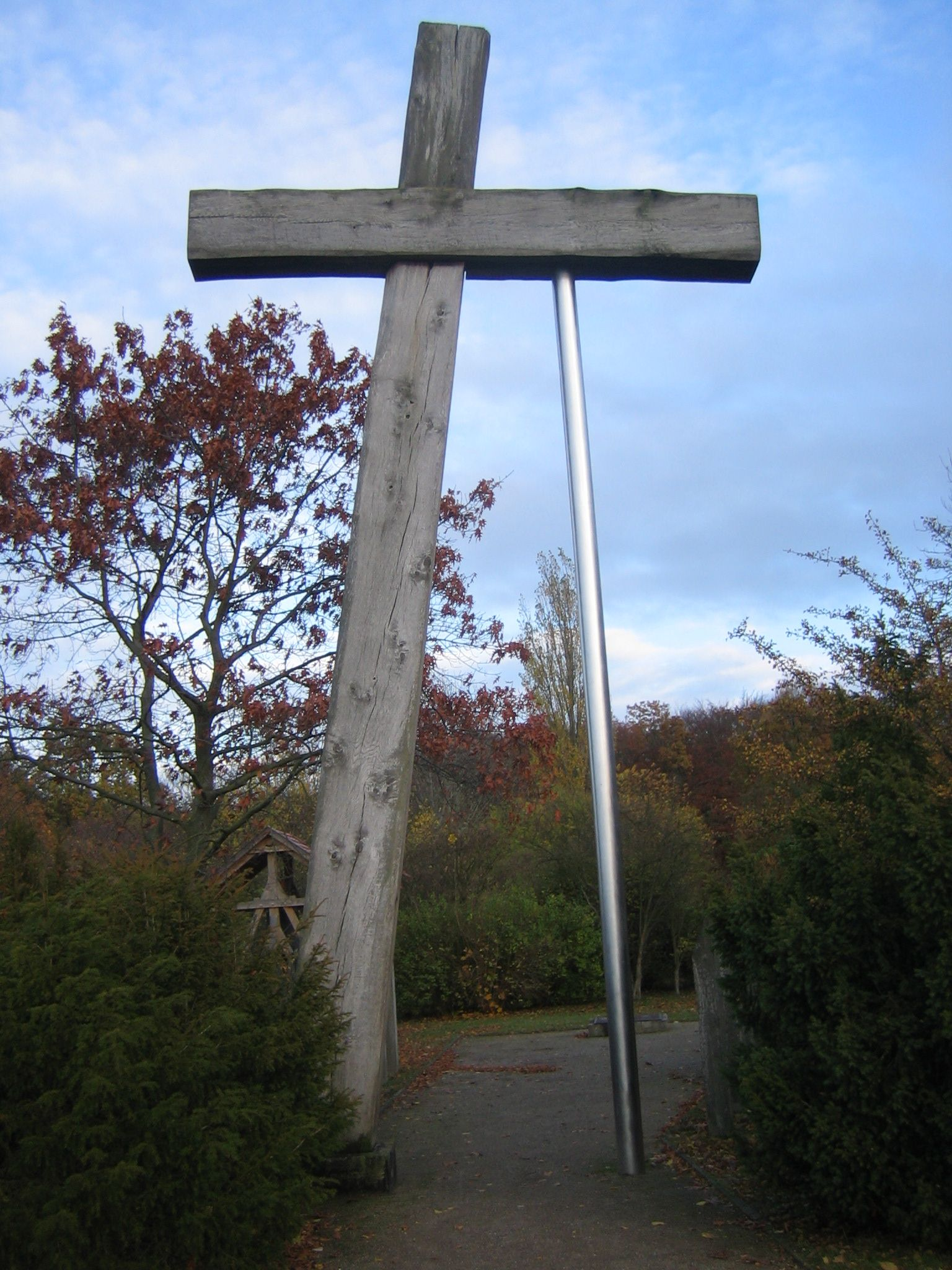
Gestütztes Kreuz im Eingangsbereich
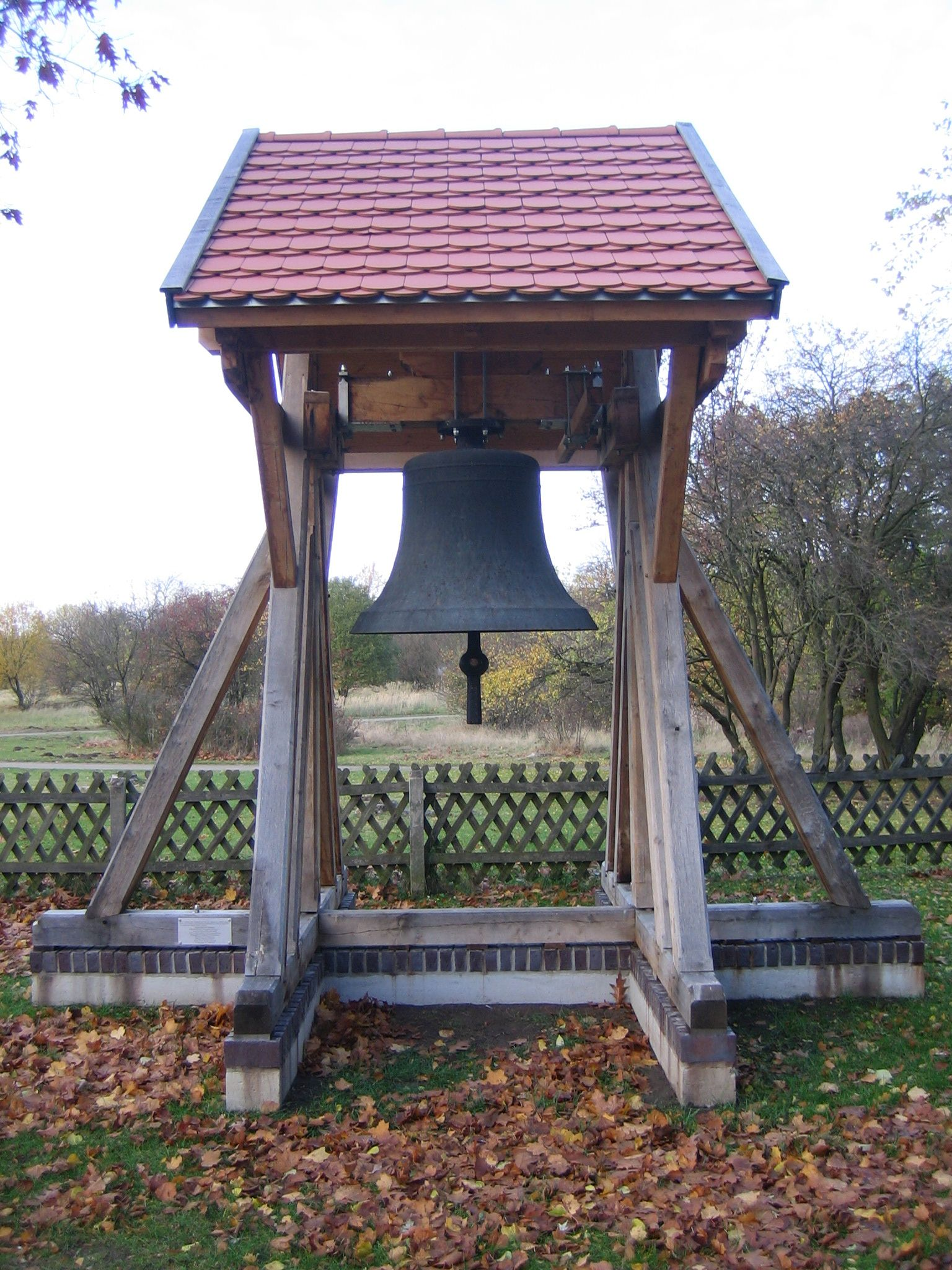
Gedenkglocke
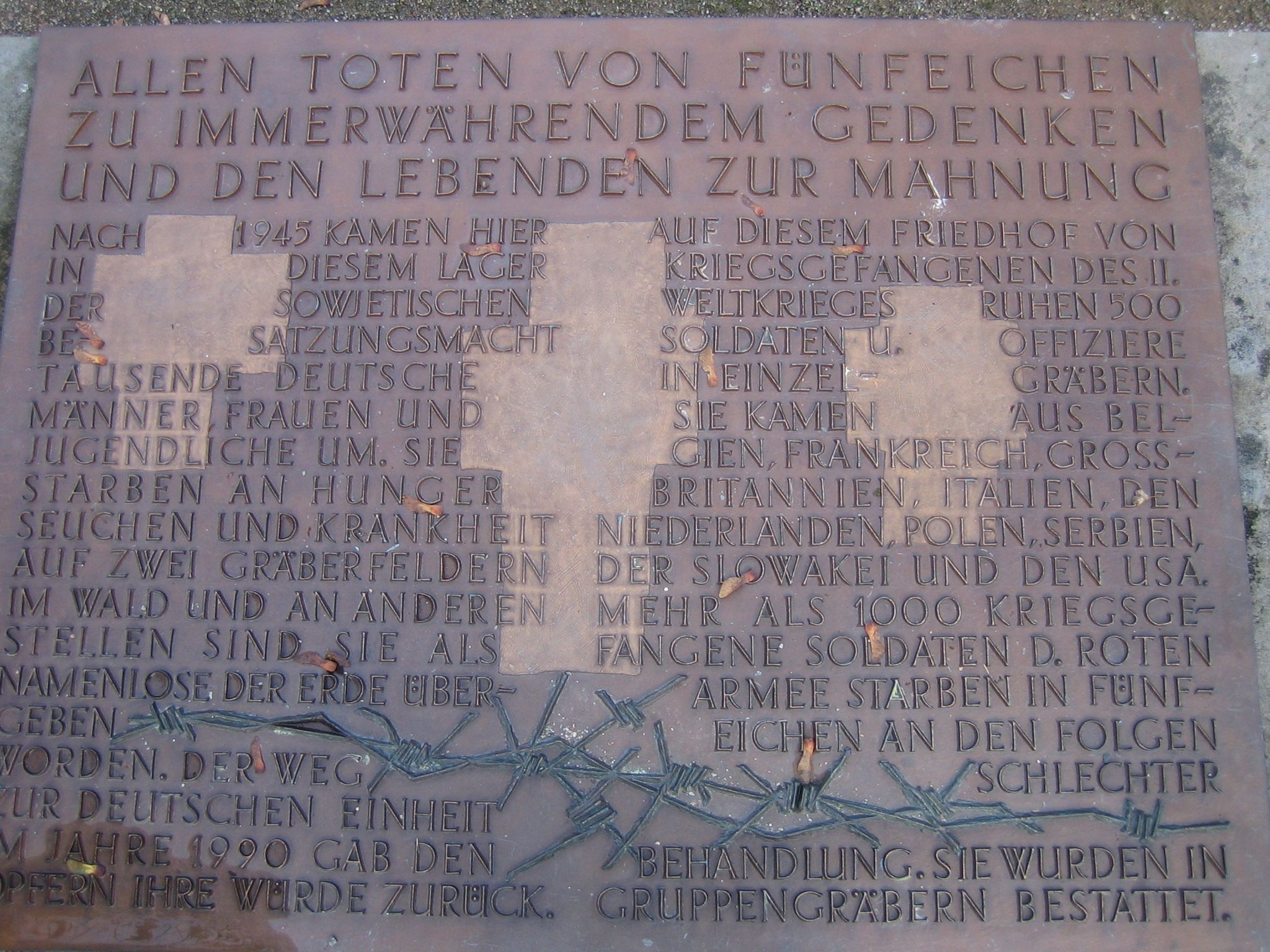
Gedenktafel
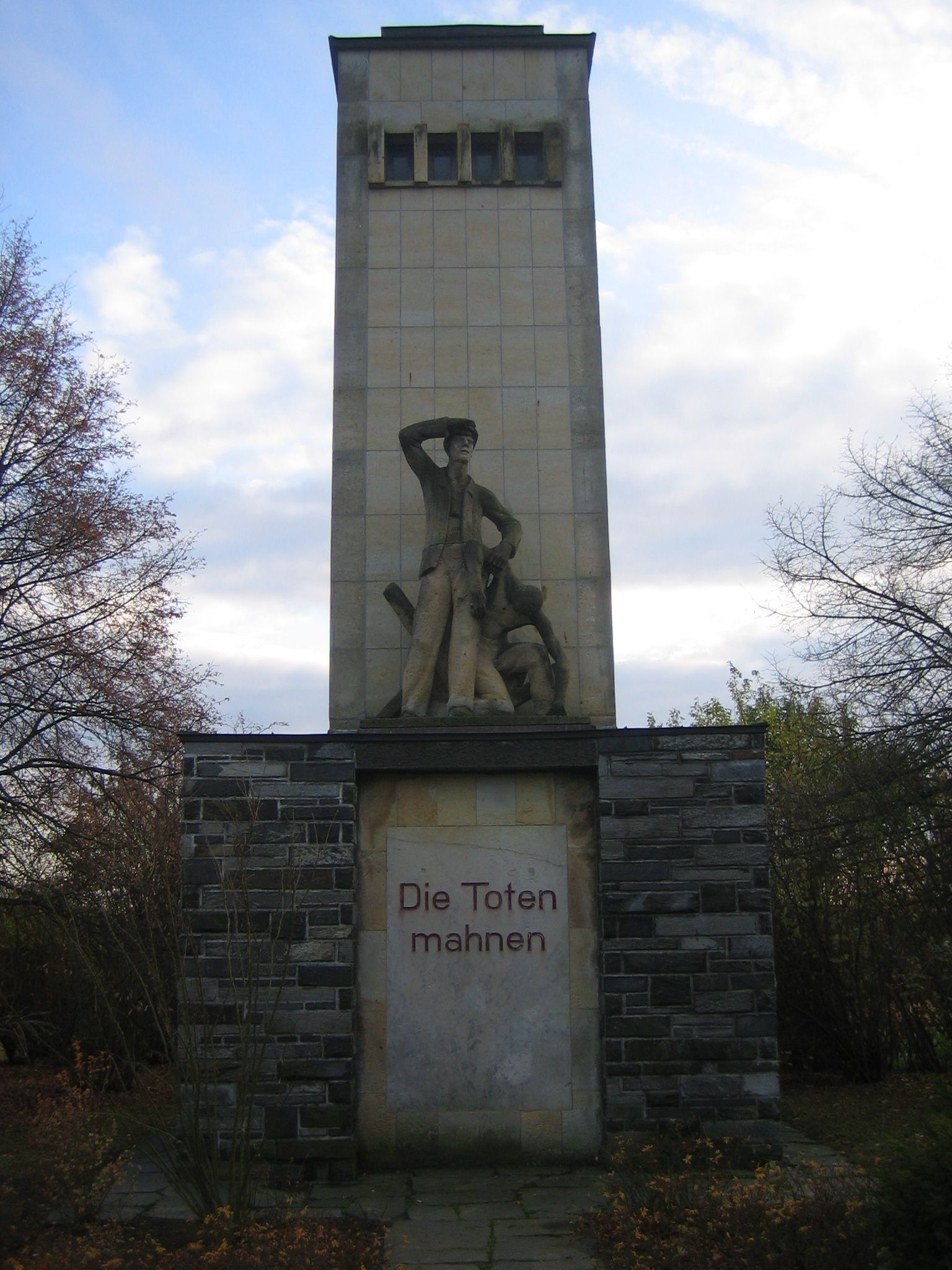
Mahnmal